# Seebruck

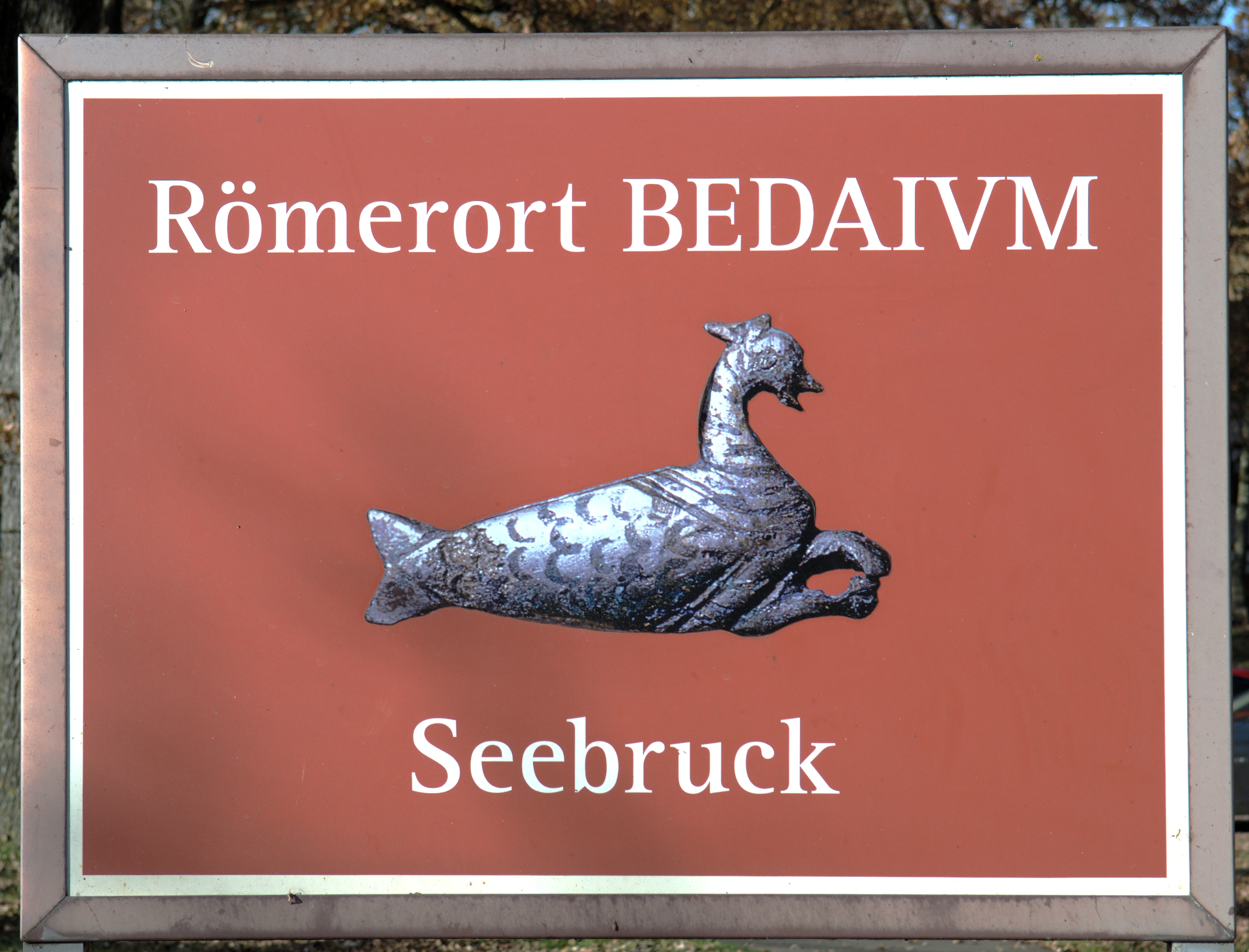
Hinweisschild auf die historische Bedeutung Seebrucks

Seebruck ist nach Seeon der zweitgrößte Gemeindeteil und der Sitz der Gemeinde Seeon-Seebruck im oberbayerischen Landkreis Traunstein und liegt am Nordende des Chiemsees, der dort in die Alz abfließt.

## Geschichte
Entstanden ist der Ort aus dem römischen Stützpunkt Bedaium, der den Römern etwa ab dem Jahr 50 n. Chr. als befestigter Brückenkopf auf der Fernreiseroute von Salzburg nach Augsburg (die heutige Via Julia) diente. Als solcher war er auch in der Tabula Peutingeriana eingezeichnet. Eine römische Darre wurde ausgegraben. Am Ende des 3. oder 4. Jahrhunderts sicherte an der Stelle der heutigen Kirche ein römisches Kastell den Ort und die Brücke. Bald nach 400 zog das Militär ab.
Aus dem römischen „Bedaium“ wurde das frühchristliche „Potena“ und schließlich das mittelalterlich-bayerische „Prucca“ als Vorläufer des heutigen Seebruck. Der Ort wird 924 erstmals genannt und stand unter der Herrschaft des Klosters Frauenchiemsee. Auf dem Platz des ehemaligen römischen Kastells steht heute die Kirche St. Thomas und St. Stephan (1474–1478).
Seebruck wurde 1818 im Zuge der Verwaltungsreformen in Bayern eine selbstständige politische Gemeinde. Am 1. Januar 1980 wurde die neue Gemeinde Seeon-Seebruck durch den Zusammenschluss der ehemals selbständigen Gemeinden Seebruck, Seeon und Truchtlaching neu gebildet. Zur früheren Gemeinde Seebruck gehörten neben dem gleichnamigen Hauptort und Pfarrdorf vier weitere Dörfer (Burgham, Dorf, Fembach, Graben) und fünf Weiler (Esbaum, Lambach, Pullach, Stetten, Straßham) mit zusammen 993 Einwohnern zum Stand der Volkszählung am 25. Mai 1987, davon 480 im Dorf Seebruck selber.
Zahlreiche archäologische Funde aus Seebruck und Umgebung sind heute im Römermuseum „Bedaium“ ausgestellt.

## Wirtschaft

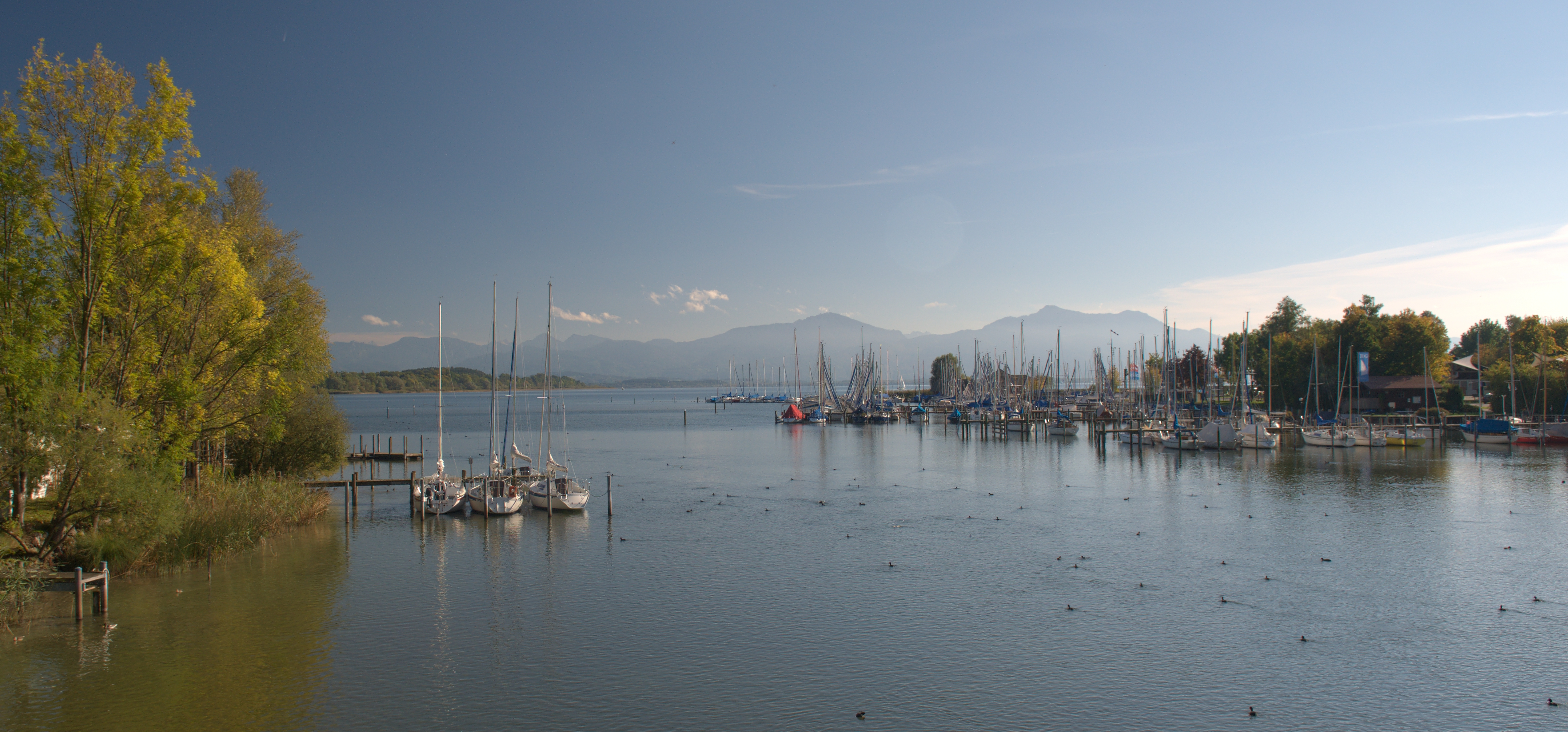
Blick von der Alzbrücke auf den Segelsporthafen

Ein wichtiger wirtschaftlicher Faktor des Orts ist der Tourismus. Größter Arbeitgeber ist die Regnauer Fertigbau GmbH & Co. KG, Hersteller von Fertighäusern und Industriebauten. Nicht zu unterschätzen ist der Faktor Segelsport. Seebruck verfügt über einen Yachthafen einschließlich Slipanlage und Boothebekran.

## Verkehr
Seebruck liegt an der Staatsstraße St 2095. Im Ort gab es bis 2022 keine Ampel zum Überqueren dieser Straße, obwohl dies von der Lokalpolitik mehrmals gefordert wurde. Nach der Sanierung der Alzbrücke wurde am zentrumsnahen Ende der Brücke eine Ampel für Fußgänger und Radfahrer errichtet. Seebruck hat einen Anleger der Chiemsee-Schifffahrt, der jedoch nur in der Saison angesteuert wird.
Nächstgelegene Bahnhöfe sind in den jeweils ca. 15 bis 17 km entfernten Ortschaften Bad Endorf, Prien am Chiemsee und Traunstein. Anschluss nach Prien und Traunstein besteht mit dem RVO-Bus.

## Sehenswürdigkeiten
- Kirche St. Thomas und St. Stephan mit Resten des römischen Kastells
- Römermuseum „Bedaium“
- Chiemsee mit Schifffahrt
- Archäologischer Rundweg mit der keltischen Siedlung Stöffling

## Baudenkmäler
Siehe: Liste der Baudenkmäler in Seebruck

## Bodendenkmäler
Siehe: Liste der Bodendenkmäler in Seeon-Seebruck